# Рубін Яків Гаврилович
Я́ків Гаври́лович Ру́бін (рос. Яков Гаврилович Рубин їд. יַאַקאָוו רוּבין, нар.1900, Долгіново, Віленська губернія, Російська імперія — пом.1975, Дніпропетровськ, Українська РСР, СРСР) — радянський педагог, історик, дослідник єврейської історії, організатор єврейської освіти, викладач історії середніх віків, кандидат наук (1935), доцент (1943), завідувач кафедри всесвітньої історії Дніпропетровського державного університету.

## Життєпис
Народився у 1900 році в місті Долгіново (сучасний Вілейський район, Мінська область, Білорусь) у єврейській родині маляра. Початкову освіту здобув у хедері, де вивчав Тору. Згодом навчався екстерном і давав приватні уроки. У 1922 році вступив на єврейське відділення педагогічного факультету Мінського університету.

### Академічна діяльність
Яків Рубін розпочав свою наукову діяльність у 1920-х роках у Білоруській РСР. Він активно займався розробкою єврейських підручників для шкіл мовою їдиш, таких як «Історія епохи феодалізму», «Суспільствознавство» та «Антирелігійний літературний підручник». У цей період він також працював над перекладами та адаптаціями текстів для шкіл, зокрема над повістю «Польський хлопчик» у співавторстві з Х. Каганом. У Білоруській академії наук, де Рубін працював з 1928 року, він досліджував єврейську історію, зокрема історію міського населення Білорусі в феодальний період.
З 1935 року Рубін став кандидатом історичних наук без захисту дисертації за сукупністю опублікованих праць. Водночас він продовжував викладацьку діяльність, розвиваючи методи викладання історії із застосуванням художньої літератури. Ці підходи стали важливими для його наукової педагогіки, зокрема у працях «Художньо-літературна ілюстрація на уроках історії» (1939) та «Художня література у викладанні історії середніх віків» (1941).
У роки Другої світової війни Рубін був евакуйований до міста Ош у Киргизькій РСР, де викладав історію у Ростовському державному університеті, що був переведений туди на час війни. Він обіймав посаду завідувача кафедри всесвітньої історії, де займався підготовкою студентів в умовах воєнного часу. У 1943 році йому було офіційно присвоєно звання доцента.

### Робота в Дніпропетровському університеті
Після війни Яків Рубін переїхав до Дніпропетровська, де у 1946 році розпочав роботу на кафедрі всесвітньої історії Дніпропетровського державного університету. Спочатку він виконував обов’язки завідувача кафедри, а згодом офіційно був затверджений на цій посаді. На кафедрі він спеціалізувався на викладанні історії середніх віків та створив музей всесвітньої історії. 
Робота Рубіна в університеті відзначалася емоційністю та експресивністю його лекцій. Він широко використовував цитати з латинських та німецьких джерел, демонстрував студентам стародруки, монети, гравюри, які приносив на заняття зі своєї особистої колекції. Його уроки називали одними з найкращих, а його підхід до навчання сприяв формуванню у студентів глибокого інтересу до історії.
Попри складні політичні умови післявоєнного періоду, зокрема боротьбу з «космополітизмом», Рубін зміг зберегти моральний авторитет серед колег і студентів. Його підтримка з боку студентів, які цінували його знання та педагогічний талант, допомогла йому уникнути репресій.
Вихід на пенсію не став кінцем його наукової та педагогічної діяльності. Рубін продовжив писати праці, зокрема з питань атеїзму та викладання історії, а також залишив значну спадщину у вигляді підготовлених студентів і науково-методичних матеріалів.